# Ruskovce (okres Sobrance)
Ruskovce jsou obec na Slovensku. Nachází se v Košickém kraji, v okrese Sobrance. Obec má rozlohu 6,63 km² a leží v nadmořské výšce 143 m. V roce 2011 v obci žilo 268 obyvatel. První písemná zmínka o obci pochází z roku 1418.